# 3334 Somov
3334 Somov este un asteroid din centura principală, descoperit pe 20 decembrie 1981, de Antonín Mrkos.